# George J. Kindel

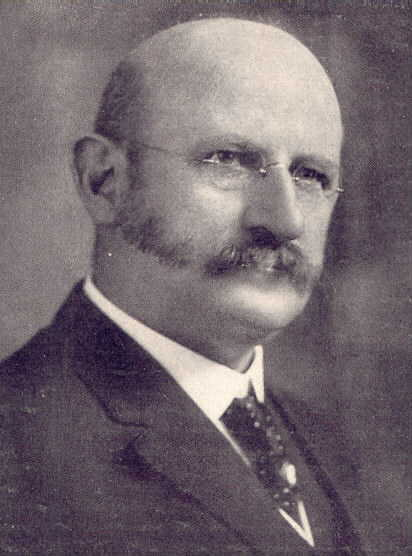
George J. Kindel

George John Kindel (* 2. März 1855 in Cincinnati, Ohio; † 28. Februar 1930 in Brush, Colorado) war ein US-amerikanischer Politiker. Zwischen 1913 und 1915 vertrat er den ersten Wahlbezirk des Bundesstaates Colorado im US-Repräsentantenhaus.

## Werdegang
George Kindel besuchte die öffentlichen Schulen seiner Heimat und absolvierte bis 1871 eine Lehre als Polsterer und Matratzenmacher. Im Jahr 1877 zog er nach Denver in Colorado, wo er in seinen erlernten Berufen arbeitete. Später war er auch als Möbelschreiner tätig.
Politisch war Kindel Mitglied der Demokratischen Partei. Seit 1910 saß er im Stadtrat von Denver. Bei den Kongresswahlen des Jahres 1912 wurde er im ersten Distrikt von Colorado in das US-Repräsentantenhaus in Washington, D.C. gewählt. Dort löste er am 4. März 1913 Atterson W. Rucker ab. Da er im Jahr 1914 auf eine weitere Kandidatur verzichtete, konnte er bis zum 3. März 1915 nur eine Legislaturperiode im Kongress absolvieren.
Bei den Kongresswahlen des Jahres 1914 kandidierte er als unabhängiger Bewerber erfolglos für einen Sitz im US-Senat. Anschließend zog er sich aus der Politik zurück und widmete sich wieder seinen privaten Geschäften. Er starb am 28. Februar 1930 an den Folgen eines Verkehrsunfalls.